# Bitten Jonsson
Bitten Jonsson (egentligen Britt Mari Iren Jonsson), född 28 november 1952, är en svensk sjuksköterska, författare och självutnämnd specialist på sockerberoende. Bitten Jonsson har i böcker och intervjuer argumenterat för att socker, och även kolhydrater, är droger som orsakar beroende och i förlängningen missbruk av andra substanser. Hon anser vidare att personlighetsdrag kan förklaras genom signalsubstansernas sammansättning i hjärnan.
Bitten Jonssons bok ”Sockerbomben i din hjärna”, skriven tillsammans med journalisten Pia Nordström, har använts i undervisning av beroendeterapeuter på Forsa folkhögskola utanför Hudiksvall där Bitten Jonsson också har föreläst. Hon har tidigare drivit behandlingshemmet Bitten Jonsson center i Delsbo och sitt nuvarande arbete med skrivande, podcast och föreläsningar gör hon genom företaget Bittens Addiction.
Bitten Jonssons påståenden om socker, beroende och signalsubstanser saknar vetenskapligt stöd och har avfärdats som pseudovetenskap av forskare inom beroendemedicin, klinisk nutrition och biokemi.